# Heart of Steel (At Vance)
Heart of Steel è il secondo album in studio della band power metal tedesca At Vance.
Nel 2006 il disco è stato ripubblicato dalla AFM Records, con l'inclusione della traccia bonus Shout, cover dei Tears For Fears, già comparsa come traccia bonus del precedente album No Escape del 1999.

## Tracce

### Edizione standard
Testi e musiche di Olaf Lenk, eccetto quando diversamente indicato.
1. Prelude – 0:58
2. Soldier Of Time – 5:04
3. The Brave And The Strong – 4:52
4. Heart Of Steel – 3:21
5. S.O.S. (cover degli ABBA, dal disco ABBA del 1975) – 3:26 (Stig Anderson, Benny Andersson e Björn Ulvaeus)
6. King Of Your Dreams – 4:56
7. Princess Of The Night – 6:24
8. Goodbye – 5:08
9. Why Do You Cry? – 5:25
10. Don't You Believe A Stranger – 3:33
11. Chopin - Etude No. 4 – 2:16

### Tracce bonus
1. Eye Of The Tiger (cover dei Survivor, dal disco Eye of the Tiger del 1982) – 4:34 (Survivor)
2. Logical Song (cover dei Supertramp, dal disco Breakfast in America del 1979) (Rick Davies, Roger Hodgson)

### Tracce bonus riedizione AFM Records
1. Shout (cover dei Tears for Fears, dal disco Songs from the Big Chair del 1985) – 6:03 (Björn Ulvaeus, Benny Andersson, Ian Stanley, Roland Orzabal)

## Formazione

### Gruppo
- Oliver Hartmann – voce, chitarra
- Olaf Lenk – chitarra, tastiere
- Jochen Schnur – basso
- Ulli Müller – tastiere
- Mark Cross (con lo pseudonimo Spoony) – batteria

### Produzione
- Olaf Lenk – produzione, missaggio
- Axel Thubeauville – produzione, missaggio
- Eric Philippe – copertina
- Michael Ueckel – fotografia